# Diclidia laetula
Diclidia laetula là một loài bọ cánh cứng trong họ Scraptiidae. Loài này được LeConte miêu tả khoa học năm 1858.